# IZombie (phim truyền hình)
iZombie (cách điệu là iZOMBiE ) là một bộ phim truyền hình đề tài chính kịch tuần tự, hình sự và siêu nhiên của Mỹ do Rob Thomas và Diane Ruggiero-Wright phát triển cho The CW. Đây là một bản chuyển thể một phần của bộ sách truyện tranh cùng tên do Chris Roberson và Michael Allred tạo ra, và được DC Comics xuất bản dưới ấn hiệu Vertigo của họ. Bộ phim ra mắt vào ngày 17 tháng 3 năm 2015 và kéo dài trong 5 mùa, kết thúc vào ngày 1 tháng 8 năm 2019. Phim theo chân những cuộc phiêu lưu của một thây ma biến thành bác sĩ tên là Olivia "Liv" Moore (Rose McIver), một giám định viên pháp y của Sở cảnh sát Seattle; cô giúp giải quyết các vụ án mạng sau khi ăn não của nạn nhân và tạm thời hấp thụ ký ức và tính cách của họ.

## Tập phim
Danh sách tập phim iZombie